# The Dictionary of Obscure Sorrows

The Dictionary of Obscure Sorrows (en français, Dictionnaire des Peines Obscures) est un site Web et une chaîne YouTube, créé par John Koenig, qui définit les néologismes pour les émotions qui n'ont pas de terme descriptif.
Le dictionnaire comprend des entrées verbales sur le site Web avec des descriptions d'une longueur de paragraphe et des vidéos sur YouTube pour les entrées individuelles. Les néologismes, bien que complètement créés par Koenig, sont basés sur ses recherches sur les étymologies et les significations des préfixes, des suffixes et des racines de mots utilisés.
Les termes sont souvent basés sur des "sentiments d'existentialismes" et sont destinés à "combler un trou dans la langue", souvent à partir des contributions des lecteurs, d'émotions spécifiques. Certaines vidéos impliquent un grand nombre de photographies, comme la vidéo pour Vemödalen, qui utilise une «fusion presque épuisante - mais transparente - de 465 photos similaires de différents photographes». D'autres vidéos sont plus personnelles, comme Avenoir, qui implique un "collage de ses propres films pour reconstituer une exploration de la linéarité de la vie",.
Un livre officiel du Dictionary of Obscure Sorrows a été publié en 2021 aux éditions Simon & Schuster et compte 288 pages.

## Histoire
Le dictionnaire a commencé en 2006 quand John Koenig étudiant au Collège de Macalester au Minnesota et essaye d'écrire de la poésie. Le Dictionary of Obscure Sorrows est l'idée d'inventer un dictionnaire contenant tous les mots dont il avait besoin pour sa poésie, y compris des émotions qui n'avaient jamais été décrites linguistiquement.
Le site commence à publier début décembre 2009 et la première vidéo sur YouTube est publié le 24 octobre 2014.
La popularité du site et des séries Web a commencé à croître en juin 2015 après qu'une liste de vingt-trois mots du dictionnaire commence à être partagée sur plusieurs sites de médias sociaux.

## Mots notables
Plusieurs des néologismes présentés dans The Dictionary of Obscure Sorrows, en particulier ceux qui ont une vidéo d'accompagnement, ont suscité attention et intérêt.
« Vemödalen n. the frustration of photographing something amazing when thousands of identical photos already exist—the same sunset, the same waterfall, the same curve of a hip, the same closeup of an eye—which can turn a unique subject into something hollow and pulpy and cheap, 
like a mass-produced piece of furniture you happen to have assembled yourself. »
— John Koenig, The Dictionary of Obscure Sorrows

« Vemödalen n. la frustration de photographier quelque chose d'extraordinaire quand des milliers de photos identiques existent déjà - le même coucher de soleil, la même chute d'eau, la même courbe d'une hanche, le même gros plan d'œil - qui peut transformer un sujet unique en un sujet creux et banal, comme un meuble produit à la chaîne que vous assemblez vous-même. »
— The Dictionary of Obscure Sorrows

Le terme Vemödalen met l'accent sur le manque de créativité dans la photographie en raison de l'existence de photographies similaires prises dans le passé. Cependant, la vidéo se concentre également sur la façon dont il est "inévitable que la "même" image soit capturée par différents individus" alors qu'il est également correct que "juste parce que certaines choses semblent similaires, leur unicité n'est pas annulée",. À l'aide d'une citation de Walt Whitman, la vidéo souligne que quelque chose d'unique sera toujours basé sur l'ajout à ce qui précède et que chaque photo faite est ajoutée à l'histoire de photographies sur lesquelles tout le monde collabore. 
« Sonder n. the realization that each random passerby is living a life as vivid and complex as your own—populated with their own ambitions, friends, routines, worries and inherited craziness—an epic story that continues invisibly around you like an anthill sprawling deep underground, with elaborate passageways to thousands of other lives that you’ll never know existed, in which you might appear only once, as an extra sipping coffee in the background, as a blur of traffic passing on the highway, as a lighted window at dusk. »
— John Koenig, The Dictionary of Obscure Sorrows

« Sonder n. la réalisation que chaque passant aléatoire vit une vie aussi vivante et complexe que la vôtre - peuplée de ses propres ambitions, amis, routines, soucis et folie héritée - une histoire épique qui se poursuit invisiblement autour de vous comme une fourmilière de passage vers des milliers d'autres vies que vous ne connaîtrez jamais, dans lesquelles vous pourriez apparaître seulement une fois, comme un café supplémentaire en arrière-plan, comme un flou de circulation passant sur l'autoroute, comme une fenêtre éclairée au crépuscule. »
— The Dictionary of Obscure Sorrows
Le terme Sonder est également noté pour sa relation avec d'autres personnes, sa définition signifiant "la réalisation que chaque passant aléatoire vit une vie aussi vivante et complexe que la vôtre",. Sonder a également été approprié par diverses entreprises pour être utilisé comme le nom d'une marque de vélo et le titre d'un jeu vidéo. Le troisième album de l'artiste indie pop Kaoru Ishibashi a été nommé Sonderlust d'après ce terme du dictionnaire et fait référence à la séparation avec sa femme ainsi que ses tentatives pour comprendre sa vie,.
Plusieurs mots du dictionnaire, tels que l'ellipisme, l'énouement et l'onisme, ont été utilisés comme titres pour divers cocktails servis dans le restaurant de Chicago, Knife. De même, une exposition de galerie d'art pour les œuvres de Michael Sagato à Los Angeles utilise des mots du Dictionnaire des douleurs obscures pour intituler chacune de ses œuvres d'art et de faire référence à la signification

## Réception et critique
Le Times of India a qualifié le dictionnaire de «site Web charmant pour les étymologistes et les faiseurs de mots». Sharanya Manivannan, écrivant pour The New Indian Express, a décrit le dictionnaire comme une "belle expérience sur la fine ligne entre babille et Babel".